# أنطون بلاكوود
أنطون بلاكوود (بالإنجليزية: Anton Blackwood)‏ (18 أغسطس 1991 - ) هو لاعب كرة قدم بريطاني في مركز الدفاع. شارك مع منتخب أنتيغوا وباربودا لكرة القدم. أما مع النوادي، فقد لعب مع توتنهام هوتسبير ونادي أرسنال وسانت ألبانز سيتي وThurrock F.C. ‏ ونادي أفيلي وبارتون روفرز ونادي تشيشونت وهارينجي بورو.

## وصلات خارجية
- أنطون بلاكوود على موقع قاعدة بيانات كرة القدم.إي يو (الإنجليزية)
- أنطون بلاكوود على موقع ناشيونال فوتبول تيمز (الإنجليزية)